# Olle Palmborg
Bengt Olof (Olle) Palmborg, född 20 maj 1934 i Norrköping, död 15 juni 2012 i Stockholm, var en svensk politiker (folkpartist). 
Palmborg blev filosofie kandidat vid Uppsala universitet 1956, var studie- och förbundssekreterare i Folkpartiets ungdomsförbund 1958–60, ledarskribent vid Expressen 1960–74, riksdagsredaktör där 1974–78, huvudsekreterare i närradiokommittén 1978–85, stf direktör för kabel- och närradion från 1986 och sekreterare i världsskildringsrådet från 1990. Han tillhörde kommunfullmäktige i Stockholm 1966–70, var landstingsman 1970–84 och från 1991, vice ordförande i västra omsorgsstyrelsen i Stockholms läns landsting från 1989. Han har utgivit Nej till fri abort. (1964) och Fel bild av USA (1972). Han är begravd på Norra begravningsplatsen utanför Stockholm.